# Alkannin
Alkannin ist ein Farbstoff, der aus der Alkannawurzel (Alkanna tinctoria) gewonnen wird. Der Farbstoff wird zur Färbung von Lebensmitteln, Kosmetika und Arzneimitteln verwendet. Es färbt in fettiger, öliger Umgebung tiefrot, in basischer Umgebung violett. Das Enantiomer des Alkannins ist das Shikonin, das Racemat wird als Shikalkin bezeichnet.

## Wirkung
Alkannin zeigt antimikrobielle Wirkung gegen Staphylococcus aureus und Staphylococcus epidermidis.
Die Droge wurde im Altertum als Wundsalbe angewandt und wird in neueren Studien zur Behandlung von Krampfadern verwendet.
Die Wirksamkeit ist jedoch noch nicht hinreichend belegt.
Ein Derivat des Shikonins, β-β-Dimethylacrylshikonin, gewonnen aus dem asiatischen Lotwurz Onosma paniculata, könnte möglicherweise Tumorzellen des Schwarzen Hautkrebses (Melanom) in den programmierten Zelltod (Apoptose) treiben.

## Toxizität
Alkannin wirkt abführend und färbt Urin und Kot. Es sind keine negativen Wirkungen des Stoffes bekannt.